# Victoria Silvstedt

## Biografía
Nacida en Skellefteå, Silvstedt fue criada en una familia de cinco personas en una pequeña aldea en el norte de Suecia, con una hermana mayor y un hermano menor. Estaba interesada en equitación, y quería ser veterinaria.
Desde su juventud, es una apasionada del esquí, llegando a formar parte del equipo sueco de esquí. Su padre era el capitán del equipo de esquí de la zona, y ella comenzó a practicar esquí alpino a la edad de cinco años. Su carrera deportiva se detuvo por una grave lesión del hombro debido a una caída.

## Carrera

### Carrera como modelo
Participó en el concurso de Miss Suecia en 1993. Para sorpresa de todos ocupó el segundo lugar. Ese año, representó a su país en Miss Mundo, llegando a ser finalista del concurso. En 1994 comenzó a trabajar como modelo en París, trabajando para diversas empresas como Chanel, Christian Dior, Givenchy, Valentino y Giorgio Armani.
Silvstedt llamó la atenció de Hugh Hefner, quien la invitó a hacer una sesión fotográfica en Los Ángeles. En 1996 aparece en la portada de la revista Playboy como Playmate de diciembre y pronto es nombrada como Playmate del año 1997. Desde entonces ha aparecido como portada de numerosas revistas como GQ, Maxim, FHM, Gear y Nuts entre otras.
A finales de década de 1990, Silvstedt aterrizó uno de los más codiciados contratos de modelaje en el mundo, convirtiéndose en el vocero para Guess?, sucediendo a Claudia Schiffer y Anna Nicole Smith. En las décadas de 2000 y 2010, Silvstedt ha continuado modelando internacionalmente, trabajando para diversas marcas, como Lynx, Nike y Renault.

### Cantante
Ella trató de entrar en la música en 1999, lanzó un álbum titulado Girl on the Run con EMI. Tres sencillos, "Rocksteady Love", "Hello Hey" y "Party Line", también fueron lanzados para apoyar las ventas del álbum. El álbum fue disco de oro en Suecia. En junio de 2010, Silvstedt editó el sencillo Saturday Night, que es una repetición de un tubo de Whigfield. Silvstedt ha declarado que le encanta cantar, pero es sólo un pasatiempo, y que ella no puede ver a sí misma haciendo una carrera de tiempo completo fuera de él.

### Actriz
Silvstedt ha trabajado como actriz desde finales de 1990, cuando ella apareció en series de televisión de Hollywood como Malibu y Melrose Place. Desde entonces, Silvstedt también apareció en varias películas, como Boat Trip, The Independent, BASEketball. Silvstedt también ha aparecido como actriz invitada en Ocean Ave, una telenovela con sede en Miami, emitida en Suecia y Florida.
Silvstedt también ha actuado en películas y series de televisión en varios países de Europa, especialmente en Italia. Como actriz principal, ella ha aparecido en películas italianas como La mia vita a stelle e strisce y Un maresciallo in gondola, en la que interpretaba a Kim Novak. También tuvo un pequeño papel en la película francesa Los seductores, con Romain Duris y Vanessa Paradis.

### Presentadora de televisión
Silvstedt ha sido presentadora de numerosos espectáculos de y programas especiales de televisión de todo el mundo desde la década de 1990. Ella ha sido anfitrión de programas de entretenimiento en CBS, Channel 4 y E!, y apareció como presentadora en programas de varios premios, incluyendo NRJ Music Awards y World Music Awards.
Desde 2006, fue copresentadora de La Ruleta de la Suerte, en la versión francesa en TF1, y la versión italiana en Italia 1. Tanto de la muestra se basan en la demostración popular juego norteamericano Wheel of Fortune, y Silvstedt divide su tiempo entre París y Roma, filmando uno de los espectáculos de un mes a la vez, hasta 2009, cuando la versión italiana fue cancelado. A partir de 2012, Silvstedt ya no forma parte de la versión francesa tampoco.
En 2010, Silvstedt organizó su propio programa de televisión titulado Sport by Victoria en Eurosport durante los Juegos Olímpicos de Vancouver 2010. El programa introdujo diferentes deportes de invierno, y se hizo tanto en inglés y francés.
Desde 2011, Silvstedt también ha recibido numerosos especiales de televisión titulado Le Grand Bêtisier en TF1 en Francia, incluyendo Le Grand Bêtisier de Noël en Navidad, que atrajo a más de tres millones de espectadores en la víspera de Navidad de 2011.

### Reality
En noviembre de 2008, es el centro de atención en el canal E! en un reality show titulado Victoria Silvstedt: My Perfect Life. El programa ha sido puesto al aire en todo el mundo, incluyendo Europa, Estados Unidos, Asia, Australia y América Latina.
La primera temporada se cubre la vida personal y laboral, a raíz de que ella Mónaco, Cannes, París, Roma, Londres, Helsinki, Estocolmo, Los Ángeles y Nueva York. Silvstedt también visita a su familia en el pequeño pueblo en el norte de Suecia, donde se crio, y pasar tiempo con amigos de su infancia.

## Autobiografía
Silvstedt publicó su autobiografía en Francia en 2010. En su libro, Silvstedt habla de su infancia, crianza, la formación para convertirse en una esquiadora alpina profesional, y un grave accidente que cambió sus planes para el futuro.
Ella recuerda el pasado su carrera en el mundo del modelaje después de convertirse en una de las finalistas en el concurso de Miss Mundo en Sudáfrica, que llega solo en París, sin dinero, tratando de hacer un nombre por sí misma. Ella cuenta cómo hizo su camino a Los Ángeles para trabajar con Playboy, llegando a ser la Playmate del año, antes de conseguir trabajo como modelo incluso más lucrativo con Guess?.
Silvstedt luego encontró trabajo como actriz en series de televisión y películas de Hollywood, así como en varios países de Europa, especialmente en Italia. Ella también hizo una carrera fuera de la televisión que presenta en todo el mundo, y ha lanzado un álbum y sencillos durante los años.

## Vida personal
Contrajo matrimonio el 10 de junio de 2000 con Chris Wragge, periodista deportivo, en Nueva York. Silvstedt y Wragge vivieron en Santa Mónica, California, y luego en Houston, Texas, durante varios años, antes de trasladarse a Nueva York en 2004. Se separaron en 2007, pero no han divorciado.
De acuerdo con el tabloide finlandés Keskisuomalainen, Silvstedt gana millones de euros cada año con su trabajo en modelaje, actuación, presentación y promoción de la televisión de diferentes marcas.
Victoria Silvstedt habla sueco, inglés, francés e italiano.

## Apariciones en ediciones especiales dePlayboy
- Playboy's Blondes, Brunettes & Redheads, junio de 2003
- Playboy's Sexy 100, febrero de 2003
- Playboy's Girls of Summer, mayo de 2001
- Playboy's Nude Playmates, abril de 2001
- Playboy's Book of Lingerie Vol. 75, septiembre de 2000
- Playboy's Voluptuous Vixens Vol. 3, octubre de 1999
- Playboy's Celebrating Centerfolds Vol. 3, octubre de 1999
- Playboy's Girls of Summer, junio de 1999
- Playboy's Book of Lingerie Vol. 67, mayo de 1999
- Playboy's Playmates in Bed Vol. 3, febrero de 1999
- Playboy's Playmate Tests, noviembre de 1998
- Playboy's Body Language, octubre de 1998
- Playboy's Girls of Summer, mayo de 1998
- Playboy's Wet & Wild, abril de 1998
- Playboy's Book of Lingerie Vol. 59, enero de 1998
- Playboy's Book of Lingerie Vol. 58, noviembre de 1997
- Playboy's Playmate Review Vol. 13, julio de 1997
- Playboy's Nude Playmates, junio de 1997

## Filmografía

### Películas
| Año  | Título español | Título original                | Papel       |
| ---- | -------------- | ------------------------------ | ----------- |
| 1998 | BASEketball    | BASEketball                    | ella misma  |
| 1998 |                | Beach Movie                    | Stephanie   |
| 2000 |                | The Independent                | Blossom     |
| 2000 |                | Ivans XTC                      | Melanie     |
| 2000 |                | Naken                          | Stephanie   |
| 2001 |                | Cruel Game                     | Ingrid      |
| 2001 |                | Out Cold                       | Inga        |
| 2002 |                | Un maresciallo in gondola      | Kim Novak   |
| 2003 | Boat trip      | Boat Trip                      | Inga        |
| 2003 |                | The Last Race                  | mujer rubia |
| 2003 |                | La mia vita a stelle e strisce | Wendy       |
| 2007 |                | Matrimonio alle Bahamas        | Patricia    |
| 2008 |                | Un'estate al mare              | Eva         |
| 2010 | Los seductores | L'Arnacœur                     | mujer       |

### Televisión
| Año     | Título español | Título original                     | Papel           | Notas       |
| ------- | -------------- | ----------------------------------- | --------------- | ----------- |
| 1998    |                | Sin City Spectacular                | mujer           | 1 episodio  |
| 1999    |                | Unhappily Ever After                | Brandy          | 1 episodio  |
| 1999    |                | Malibu, CA                          | Inga            | 1 episodio  |
| 1999    | Melrose Place  | Melrose Place                       | Ingrid          | 2 episodios |
| 2000–01 |                | Son of the Beach                    | Eva Rommel      | 2 episodios |
| 2003    |                | Ocean Ave.                          | Johanna Marsden | 6 episodios |
| 2008    |                | Victoria Silvstedt: My Perfect Life | ella misma      | reality     |

## Discografía

### Álbum
- Girl on the Run (1999)

### Sencillos
- "Hello Hey" (1999)
- "Rocksteady Love" (1999) (feat. Turbo B)
- "Party Line" (2000)
- "Saturday Night" (2010)